# جوزيف أوستينغ
جوزيف أوستينغ (بالهولندية: Joseph Oosting)‏ هو لاعب كرة قدم هولندي في مركز الوسط، ولد في 29 يناير 1972 في Emmen ‏ في هولندا. لعب مع نادي إيمن ونادي فيندام.

## وصلات خارجية
- جوزيف أوستينغ على موقع قاعدة بيانات كرة القدم.إي يو (الإنجليزية)
- جوزيف أوستينغ على موقع Soccerway.com (الإنجليزية)
- جوزيف أوستينغ على موقع عالم كرة القدم.نت (الإنجليزية)